# Heptacarpus pandaloides
Heptacarpus pandaloides är en kräftdjursart som först beskrevs av William Stimpson 1860.  Heptacarpus pandaloides ingår i släktet Heptacarpus och familjen Hippolytidae. Inga underarter finns listade i Catalogue of Life.